# Семененко Віра Пантелеївна
Віра Пантелеївна Семененко — українська науковиця, доктор геолого-мінералогічних наук, професор, завідувач відділу Інституту геохімії, мінералогії та рудоутворення імені М. П. Семененка НАН України, Член-кореспондент НАН України.

## Наукова діяльність
Професор інститут геохімії, мінералогії та рудоутворення ім. М. П. Семененка НАН України має ряд наукових публікацій:
- Структурно-мінералогічна характеристика фрагмента темного різновиду хондрита Челябінськ (LL5) / А. Л. Гіріч, В. П. Семененко, Н. В. Кичань // Мінералогічний журнал. — 2015. — Т. 37, № 4. — С. 46-57.;
- Порфіровий бітумовмісний ксеноліт у хондриті Кримка (LL3.1): 2. Будова, хімічний склад та походження бітуму 2016, том 38, № 4 Мінералогічний журнал;
- Порфіровий бітумовмісний ксеноліт у хондриті Кримка (LL3.1): 1. Структурно-мінералогічна характеристика 2016, том 38, № 3 Мінералогічний журнал;
- Ниткоподібні кристали шрейберзиту в метеоритах 2016, том 38, № 1 Мінералогічний журнал
- Структурно-мінералогічна характеристика фрагмента темного різновиду хондрита Челябінськ (LL5) 2015, том 37, № 4 Мінералогічний журнал.[3]
- Carbonaceous xenoliths in the Krymka LL3.1 chondrite: Mysteries and established facts Geochimica et Cosmochimica Acta Volume 69, Issue 8, 15 April 2005
- Мінералогії досонячних зерен. Геохімія та рудоутворення: зб. наук. пр. / Нац. акад. наук України, Ін-т геохімії, мінералогії та рудоутворення ім. М. П. Семененка. — Київ, № 27, 2009
- Мінералогія пилової компоненти протопланетної туманності Записки Українського мінералогічного товариства. 2011, том 8
- Мінералогія пилової компоненти протопланетної туманності. Записки Українського мінералогічного товариства. — 2011. — Т. 8. — С. 175-178.
- Космоекологія — наука про роль позаземного середовища для земного життя. Вісник Національної академії наук України. — 2001. — № 9. — С. 38-43.
- Особливості мінералогії та походження вуглистого ксеноліту AL1 в хондриті Allende (CV3). Мінералогічний журнал. — 2012. — Т. 34, № 4. — С. 25-33.
- Перші знахідки самородних вольфраму і срібла в метеоритах. Мінералогічний збірник. — 2012. — № 62, Вип. 1. — С. 119-127.
- Структурно-мінералогічні особливості кам’яного метеорита Грузьке. Мінералогічний збірник. — 2010. — № 60, Вип. 1. — С. 59-69.
- Скульптура поверхні та хімічний склад мінеральних зерен паласиту Омолон. Записки Українського мінералогічного товариства. — 2009. — Т. 6. — С. 63-69.
- Ниткоподібні кристали в метеоритах. Доповіді Національної академії наук України. — 2017. — № 9. — С. 76-83.
- Тонкозернистий ксеноліт AL1 у хондриті Allende (CV3): мінералогія та походження. Доповіді Національної академії наук України. — 2012. — № 8. — С. 85-92.